# 田中鬥莉王
田中鬥莉王（Tanaka Marcus Tulio，日本名: 田中マルクス闘莉王，1981年4月24日—），已退役巴西裔日本足球運動員，原名為Marcus Tulio Lyuji Murzani Tanaka，司職中後衛，前日本國家足球隊成員。

## 俱樂部生涯
田中·马尔库斯·斗笠王的祖父來自廣島縣，他的祖母來自富山縣，兩人都是來到巴西的日本移民。父亲是日裔第二代，而母亲是意大利巴西混血。他本人也是从小在巴西读书，由于成绩非常好还曾代表学校参加奥数比赛。
斗笠王在体育方面也是有天赋。中学时期代表学校排球队拿过巴西全国优胜。但斗笠王选择了足球。
在一系列的试训后，他成功获得了巴西劲旅克鲁塞罗青训队的关注，就在他准备前往克鲁塞罗，正巧在巴西考察参观的涩谷幕张高校的主教练宗像‧馬可斯‧望发现了他。
1998年16岁的斗笠王前往日本留学。由于在巴西长大，他不会说日语，因此在日本的第一年去学习日语。不过他用了一年时间学习，交流不成问题。
由于斗笠王开始踢球非常晚，进攻能力虽然有，但球感并不好，宗像教练每天给他特训，不断重复练习争抢头球的时机，很快斗笠王成为了球队主力，并在高二的时候他已经是县内出色的后卫，并被选拔为千叶县代表在国民体育大会夺冠。
高三，涩谷幕张参加了全國高等學校足球錦標賽，前年本县的市立船桥夺冠直接入围决赛圈，而因此千叶县也多了个名额，斗笠王率领涩谷幕张在决赛凭借他的任意球助攻，涩谷幕张历史上唯一一次进入全国高等學校足球錦標賽的决赛阶段。虽然在首轮0比2完败给宫崎县劲旅日章学园。
虽然不少球队对他表示关注，但由于宗像教练曾经在广岛三箭的前身马自达足球俱乐部效力过，因此斗笠王决定加入了广岛三箭，并很快取得主力位置，只是球队很快降级。为了1年内回到日职，广岛买了三名外援，斗笠王因为还未有日本国籍，因此只能被租借到水户蜀葵。
在水户，他初次展现了自己的得分能力，单赛季打入10粒进球，也正是在这一年他正式被归化为日本籍。他的表现也得到了浦和红钻的关注，将他签下。在浦和他迎来了职业生涯的顶级表现，以后卫身份拿下赛季队内射手王、联赛冠军、亚冠冠军，联赛MVP。
虽然俱乐部有出色表现，但为巴西藉的济科一次都没征召过他。直到奥西姆上任，他才首次入选国家队，从此和中泽佑二成为日本队出色的中卫组合。
2010年世界杯是日本队在世界杯历史上表现最好的一年，斗笠王稳定的表现也得到了全世界内的认可，只是在那以后他便和国家队告别了。
2010年世界杯前斗笠王转会到名古屋鲸鱼，在那里一效.力就是6年，帮助球队历史上首次获得冠军。
上赛季开赛前夕，斗笠王宣布退出球队，但他并没有和任何球队签约。8月下旬，小仓隆史离任，斗笠王立刻在小仓隆史离任后3天后发表重返球队声明。
9月10日他代表名古屋出战新潟天鹅，帮助球队获得18场以来的首胜。虽然最后没能帮助球队保级成功，但斗笠王的表现是球队唯一的亮点，他来到球队后明显发生了变化。
名古屋降级后，斗笠王考虑了退役，这时京都不死鸟管理层飞往了巴西会见了他，用诚意打动了他。。虽然是被报名为后卫，但他在京都被安排在了主力前锋的位置上，到联赛还剩3轮的情况下，他已经打入15粒进球。

## 國家隊生涯
加入日本国籍后的田中斗莉王2004年代表日本国奥队参加了2004年雅典奥运。
田中斗莉王在2006年为日本国家队上演了处子秀，之后在2010年被选入日本国家足球队征战2010年南非世界杯。

## 個人生活
田中斗莉王是巴西的第三代日裔，父亲是日本裔巴西人，母亲是意大利裔巴西人，因此最初的国籍是巴西，14岁时被日本高中球队的球探选中，后在2003年10月加入日本国籍。

## 獎項

### 个人
- 日本职业足球联赛赛季最佳阵容 （2004年、2005年、2006年、2007年、2008年、2009年、2010年、2011年）
- 日本職業足球聯賽年度最佳球員 （2006年）

### 球队
- 日本职业足球联赛冠军 （2006年浦和红钻、2011年名古屋鯨魚）
- 天皇杯冠军 （2005年、2006年）
- 日本超級盃冠军 （2006年）
- 亚洲冠军联赛冠军 （2007年）

## 註解
1. ↑  中国内地原多称其为“田中斗笠王”，后因Tulio为葡语名字，改译为“田中·马库斯·图利奥”

## 外部連結
- 田中鬥莉王 – FIFA國際賽競賽紀錄 (存檔) （英文）
- 日本職業足球聯賽中的田中鬥莉王 （日語）
- Soccerway資料庫：田中鬥莉王
- 田中鬥莉王在 National-Football-Teams.com 上的出场纪录 （英文）